# Rivière Pequaquasoui
Rivière Pequaquasoui är ett vattendrag i Kanada.   Det ligger i provinsen Québec, i den sydöstra delen av landet, 400 km nordost om huvudstaden Ottawa. Rivière Pequaquasoui ligger vid sjöarna  Grand lac Bostonnais och Lac du Repos.
I omgivningarna runt Rivière Pequaquasoui växer i huvudsak blandskog. Trakten runt Rivière Pequaquasoui är nära nog obefolkad, med mindre än två invånare per kvadratkilometer.